# Jaciment arqueològic de la Plana de la Rovira
La Plana de la Rovira és un jaciment prehistòric del municipi de Pontons (Alt Penedès), inclòs a l'Inventari del Patrimoni Arqueològic i Paleontològic de Catalunya.
Aquest jaciment ha estat identificat com un taller o centre de producció i explotació de sílex amb un marc cronològic que se situa en l'Epipaleolític (-9000/-5000).

## Descobriment i historiografia
El jaciment està situat a la plana de coscolls enmig d'una zona de bosc d'una urbanització en el camí a La Masia de La Plana. La superfície és de sòls vermells sobre un subsòl calcari en antics conreus. L'any 1987 va ser prospectat per Josep Gràcia, i l'any 1992 es va dur a terme una altra intervenció per prospectar, promoguda pel Museu de Vilafranca del Penedès amb M. Rosa Sanabre i Juncosa com a directora. El motiu d'aquesta intervenció era la de fer estudis del territori i els patrons d'assentament.

## Troballes arqueològiques
La zona on es troba el material també es coneix com a Camp del Negletó, i s'hi pot observar acumulacions de pedres clarament com a resultat del treball agrícola, però d'altres podrien correspondre a un origen tumular funerari de l'Edat del Bronze Final-Ferro, encara que el material que s'ha estudiat és d'una cronologia anterior. S'ha de dir que molt a prop en un turó adjacent està el possible megàlit-poblat de Can Rei descrit per P. Giró. En el Museu de Vilafranca el material estudiat ha demostrat que es tracta d'elements de caràcter Epipaleolític avançat, amb geomètrics per la tècnica del microburí i de la flexió que coexisteixen amb peces més arcaitzants com "gratadors" i burins. Tota la indústria és en sílex deshidratat amb alguns exemplars amb una pàtina llustrosa. En total hi ha 70 peces, 7 són gratadors (2 hemicirculars, 1 de morro), 8 burins (5 com a cops de burins i 3 dobles), 2 microburins, 16 denticulats, 7 simples, 5 simples marginals, 7 biflexions, 2 flexionades, 6 abruptes (2 elements de dors), 4 rascadores, 2 truncades (1 amb osca) i 4 osques. Hi ha també 38 ascles (30 de taló pla/llis, 7 de taló puntiforme i 1 de taló diedre), 93 fragments, 2 fragments de nucli laminar i 4 de nucli d'extracció asclar.
Per la composició qualitativa de la indústria es veu 1) forta selecció efectuada en el mostreig (quasi el doble de peces que d'ascles o quasi les tres quartes parts que el nombre de fragments). 2) Destaca l'alta representació de burins, i gratadors amb escassa presència dels abruptes. 3) Presència qualitativa de la tècnica del microburí amb absència d'autèntics geomètrics (segments, triangles) i peces neolítiques com poden ser dents de falç o perforadors, o l'escassa presència d'osques. Segons aquesta anàlisi s'elabora la hipòtesi que el conjunt correspon a un moment de transició de l'Epipaleolític microlaminar (més antic) al geomètric (més modern), considerant tot el conjunt com a coetani. Si el conjunt es considera com un taller successiu, pot ser que es tingui una fase epipaleolítica arcaica amb presència forta de burins i pocs abruptes, a la qual se superposa i barreja, pel fet de la talla en superfície, amb una fase de l'Epipaleolític geomètric.